# Toplotni kapacitet
Toplotni kapacitet (znak C) je fizička veličina koja pokazuje koliko toplote treba nekom telu dovesti da mu se temperatura promeni za 1 K (1 °). Definisana je odnosom toplote (Q) koju telo razmenjuje s okolinom i promene temperature (∆T) tela: C=Q/∆T. Merna jedinica je džul po kelvinu.
Za gasove se razlikuju specifični toplotni kapacitet kod stalnog pritiska (cp) i kod stalne zapremine (cV). Odnos ta dva kapaciteta (X = cp/cV) važna je veličina u opisivanju kružnih procesa u termodinamici, npr. jednačina za adijabatski proces je pVx = konstanta, gde je p pritisak, a V zapremina idealnog gasa. Toplotni kapacitet koji se odnosi na masu neke materije se naziva specifični toplotni kapacitet.
Razlikuje se toplotni kapacitet pri stalnom pritisku i pri stalnoj zapremini:
{\displaystyle C_{p}=\left({\frac {Q}{T_{2}-T_{1}}}\right)_{p}=\left({\frac {\Delta Q}{\Delta T}}\right)_{p}}
{\displaystyle C_{V}=\left({\frac {Q}{T_{2}-T_{1}}}\right)_{V}=\left({\frac {\Delta Q}{\Delta T}}\right)_{V}}
Merna jedinica za toplotni kapacitet sistema SI je džul po kelvinu (J/K).
Molarni toplotni kapacitet - kapacitet po molu materije je:
{\displaystyle c_{p,V,mol.}={\frac {C_{p,V}}{n}}={\frac {1}{n}}\left({\frac {\Delta Q}{\Delta T}}\right)_{p,V}}
SI merna jedinica je džul po mol-kelvinu.
Specifični toplotni kapacitet - kapacitet po jedinici mase:
{\displaystyle c_{p,V}={\frac {C_{p,V}}{m}}={\frac {1}{m}}\left({\frac {\Delta Q}{\Delta T}}\right)_{p,V}}
SI merna jedinica je džul po kilogram-kelvinu.
Molarni se toplotni kapaciteti elemenata na dovoljno visokoj temperaturi (~300 K) međusobno se vrlo malo razlikuju i kreću se oko 26,12 .
Majerova relacija daje vezu između  i . idealnog gasa: {\displaystyle C_{p}-C_{V}=nR\,} {\displaystyle c_{p,mol.}-c_{V,mol.}=R\,} gde je n količina materije, a R je gasna konstanta, R=8,314 J/molK.
Različite okolnosti mogu uticati na promenu specifične toplote materije, tipično dolazi do promena agregatnog stanja. Takođe, promene pritiska ili zapremine materije tokom grejanja (što se posebno izraženo vidi kod gasova) utiču na merenje specifične toplote, iako ne utiču nužno ili izraženo na sam iznos specifične toplote. Na primer, može se posmatrati voda i iznos njene specifične toplote u tri različita seta okolnosti: pri temperaturi od 100 ° (para): 2,08 kJ/(kg·K), pri temperaturi od 25 ° (tečnost): 4,1813 kJ/(kg·K), a pri temperaturi od -10 ° (led): 2,05 kJ/(kg·K). Toplota koju je materiji potrebno dovesti da bi se promenilo agregatno stanje se ne ubraja u specifičnu toplotu, budući da temperatura tela za to vreme ne raste, već se naziva latentnom toplotom.

## Objašnjenje
Toplotni kapacitet pokazuje koliko toplote treba nekom telu dovesti da mu se temperatura povisi za 1 K (1 °C). Za gasove se razlikuju specifični toplotni kapacitet kod stalnog pritiska  i kod stalne zapremine .

### Toplota
Toplota, toplotska energija ili količina toplote (oznaka Q) je fizička veličina kojom se opisuje energija koja prelazi s toplijeg tela na hladnije. Merna jedinica toplote je džul (J); stara jedinica bila je kalorija (1 cal = 4,186 J). Toplota koja se izmenjuje pri dodiru dva tela različitih temperatura zavisi od mase m tela, specifičnog toplotnog kapaciteta c materije od koje se telo sastoji, te od temperaturne razlike Δt:
{\displaystyle \Delta Q=c\cdot m\cdot \Delta t}
Subjektivni osećaj toplote dobija se dodirom s telima kojima je temperatura viša (toplo) ili niža (hladno) od temperature ljudskog tela. Toplota se objektivno meri posmatranjem delovanja ugrejanih tela na druga tela (kalorimetrija).

#### Količina toplote
Da bi se masu od 1 kilogram vode ugrejala na plameniku od 10 °C do 20 °C, potrebno je izvesno vreme. Za grejanje 1 kilograma vode na tom plameniku od 10 °C na 30 °C biće potrebno duže vremena. Za grejanje 2 kilograma vode trebaće dvostruko duže vremena nego za grejanje 1 kilograma vode. Dakle potrebna količina toplote za zagrejavanje vode je to veća što je veća masa vode i što se zagreva na višu temperaturu. Prema tome je:
{\displaystyle Q=m\cdot (t_{2}-t_{1})}
gde je: Q - količina toplote izražena u džulima (J), m - masa vode u kilogramima (kg) i  - razlika temperature u celzijusima ( °C).
Količina toplote se meri kao i svi vidovi energije u džulima. Međutim, još se upotrebljava kao jedinica toplote i kilokalorija (kcal). 1 kcal je ona količina toplote koja je potrebna da se 1 kilogram vode, kod normalnog pritiska vazduha od 760 tora (1 atm), zagreje od 14,5 °C na 15,5 °C. To je zbog toga što količine toplote za zagrejavanje 1 kilograma vode, na primer od 12 na 13 °C ili od 20 na 21 °C, nisu jednake. Međutim razlike su tako male da se u praksi uzima da je za zagrejavanje 1 kilograma vode za 1 °C potrebna 1 kcal, bez obzira kod koje se to temperature vrši. Kod grejanja mora se toplota dovoditi, a kod hlađenja odvoditi. Kilokalorija (kcal), određena pri 15 °C, približno je jednaka 4,1855 kilodžula (kJ).
Za različite materije su potrebne različite količine toplote da bi se 1 kilogram te materije ugrijao za 1 °C. Količina toplote u J ili kcal koja je potrebna da se 1 kg neke materije ugreje za 1 °C zove se specifična toplota ili specifični toplotni kapacitet, a označava se sa malim slovom c.
Prema tome, ako je za zagrejavanje 1 kg neke materije potrebna specifična toplota c, onda je za zagrejavanje  materije potrebno c ∙ m. Za zagrejavanje  materije od temperature  na temperaturu  potrebna je toplota:
{\displaystyle Q=c\cdot m\cdot (t_{2}-t_{1})=c\cdot m\cdot \Delta t}

### Specifični toplotni kapacitet
Specifični toplotni kapacitet (oznaka c) je fizička veličina jednaka toplotnom kapacitetu čvrstog tela ili tečnosti C podeljenom masom m čvrstog tela ili tečnosti:
{\displaystyle c={\frac {C}{m}}}
Merna jedinica je džul po kilogramu i kelvinu. Za gasove se razlikuju specifični toplotni kapacitet kod stalnoga pritiska  i kod stalne zapremine . Odnos ta dva kapaciteta:
{\displaystyle X={\frac {C_{p}}{C_{V}}}}
važna je veličina u opisivanju kružnih procesa u termodinamici, na primer jednačina adijabate je:
{\displaystyle p\cdot V_{x}={\mbox{konstanta}}}
gde je: p - pritisak, a V - zapremina idealnoga gasa.
Toplotni kapacitet koji se odnosi na masu neke materije naziva se specifični toplotni kapacitet. Razlikuje se toplotni kapacitet pri stalnom pritisku i pri stalnoj zapremini:
{\displaystyle C_{p}=\left({\frac {Q}{T_{2}-T_{1}}}\right)_{p}=\left({\frac {\Delta Q}{\Delta T}}\right)_{p}}
{\displaystyle C_{V}=\left({\frac {Q}{T_{2}-T_{1}}}\right)_{V}=\left({\frac {\Delta Q}{\Delta T}}\right)_{V}}
Merna jedinica za toplotni kapacitet u sastavu SI je džul po kelvinu.
Specifični toplotni kapacitet ili kapacitet po jedinici mase se može izraziti i kao:
{\displaystyle c_{p,V}={\frac {C_{p,V}}{m}}={\frac {1}{m}}\left({\frac {\Delta Q}{\Delta T}}\right)_{p,V}}
Merna jedinica SI je džul po kilogram-kelvinu.

### Specifični toplotni kapacitet nekih materija
Specifični toplotni kapacitet nekih materija:
| Materija   |       |
| ---------- | ----- |
| voda       | 4 186 |
| ulje       | 3 800 |
| alkohol    | 2 500 |
| led        | 2 100 |
| aluminijum | 900   |
| staklo     | 800   |
| željezo    | 460   |
| cink       | 390   |
| bakar      | 380   |
| živa       | 140   |

Produkt c ∙ m, to jest količina toplote koja je potrebna telu mase m kg da se zagreje za 1 °C, zove se toplotni kapacitet fizičkog tela. Kako voda ima veliku specifičnu toplotu, to je nju teško ugrejati. Zagrejana voda sadrži veliku količinu toplote, što se u mnogom koristi u tehnici. Voda se upotrebljava kao nosilac toplote kod centralnog grejanja i u parnim kotlovima (generatorima pare).

### Molarni toplotni kapacitet
Molarni toplotni kapacitet - kapacitet po molu materije:
{\displaystyle c_{p,V,mol.}={\frac {C_{p,V}}{n}}={\frac {1}{n}}\left({\frac {\Delta Q}{\Delta T}}\right)_{p,V}}
Merna jedinica SI je džul po mol-kelvinu (J/molK). Molarni se toplotni kapaciteti elemenata na dovoljno visokoj temperaturi (~ 300 K) međusobno vrlo malo razlikuju i kreću se oko 26,12 .

### Latentna toplota
Različite okolnosti mogu uticati na promenu specifične toplote materije, tipično promena agregatnog stanja. Takođe, promene pritiska ili zapremine materije tokom grejanja (što se posebno izraženo vidi kod gasova) utiču na merenje specifične toplote, iako ne utiču nužno ili izraženo na sam iznos specifične toplote. Na primer, može se promatrati voda i iznos njene specifične toplote u tri različite okolnosti:
- pri temperaturi od 100 °C (para): 2,08
- pri temperaturi od 25 °C (tečnost): 4,1813
- pri temperaturi od -10 °C (led): 2,05

Toplota koju je materiji potrebno dovesti da bi se promenilo agregatno stanje se ne ubraja u specifičnu toplotu, budući da temperatura tela za to vreme ne raste, već se naziva latentnom toplotom.

## Atomska teorija pritiska i specifične toplote
Prema atomističkim predodžbama pritisak gasa uzrokovan je udarcima molekula o zid posude. Da bi se pojednostavili stvarni odnosi, može se pretpostaviti da se u kocki svi molekuli kreću istom brzinom. Dalje se može zamisliti da se jedna trećina molekula kreće gore-dole, druga trećina levo-desno, a ostatak naprijed-nazad. Prema svakom zidu kocke kreće se dakle 1/6 svih molekula. Pri udaru o zid promeni se smer brzine. Ako ima molekula koji pre sudara imaju impuls sile p + m∙v, oni nakon odbijanja (refleksije) imaju impuls - m∙v. Odbijanjem od zida promeni se impuls molekula za 2∙m∙v. Toliki impuls preuzme zid kocke. Mnogobrojni udari molekula očituju se kao neprekinuti (kontinuirani) pritisak gasa. Pritisak gasa je pritisak (sila) na jedinicu površine. Sila je po Njutnovom zakonu kretanja jednaka promeni impulsa sile u jedinici vremena. Pritisak gasa se dobija tako što se proračuna, koliki impuls prenosi molekul u jednoj sekundi na 1 2 zida.
Očito je da će na 1 m2 zida kocke u jednoj sekundi udariti oni molekuli koje se nalaze pred zidom u stubu koji je dug upravo toliko, kolika je brzina molekula. Broj molekula u 1 3 se označava sa n. U stubu dugom v sa presekom od 1 m2 nalazi se n∙v. Jedna šestina tih molekula kreće se prema zidu i prenese u sekundi na zid impuls jednak:
{\displaystyle p={\frac {1}{6}}\cdot n\cdot v\cdot 2\cdot m\cdot v={\frac {1}{3}}\cdot n\cdot m\cdot v^{2}}
To je pritisak gasa. Vidi se, da je pritisak gasa dat brojem molekula u 1 3 i njihovom kinetičkom energijom 1/2∙m∙v2. To je vrlo očigledan rezultat. Gornja jednačina se može napisati i u drugom obliku, ako se za n stavimo odnos između L - broja molekula u molu i V - zapremina mola:
{\displaystyle p\cdot V={\frac {1}{3}}\cdot L\cdot m\cdot v^{2}}
Pritisak na zid kocke se opaža kao stalan pritisak, iako je on uistinu posledica isprekidanih udaraca molekula. Ta kontinuiranost pritiska je znak da se gas sastoji od vrlo velikog broja molekula. Mnoštvo sitnih molekula proizvodi učinke, koji se u makroskopskim dimenzijama očituju kao kontinuirane osobine ili trajne sile.
U teorijskoj jednačini se može po Gej-Lisakovom zakonu umnožak p∙V zameniti sa R∙T. Tada se dobija jednačina:
{\displaystyle R\cdot T={\frac {1}{3}}\cdot L\cdot m\cdot v^{2}}
Odatle se dobija za kvadrat brzine izraz:
{\displaystyle v^{2}={\frac {3\cdot R\cdot T}{L\cdot m}}}
Broj i masa molekula zasad su nepoznate, ali je njihov umnožak iskustveno ustanovljena veličina. L∙m je masa jednog mola gasa. Odatle sledi, brzina je data samim poznatim veličinama. Po toj jednačini izračunate su brzine molekula kod temperature ledišta vode za različite gasove:
| Gas      | Masa mola () | Brzina () |
| -------- | ------------ | --------- |
| Vodonik  | 2            | 1 840     |
| Azot     | 28           | 490       |
| Kiseonik | 32           | 460       |
| Radon    | 222          | 170       |

Da bi se ispitala ispravnost atomske teorije, morale su se eksperimentalno odrediti brzine molekula. Taj zadatak je eksperimentalno rešio O. Stern 1920. On je pomoću električne struje ugrejao nit srebra tako da je isparavala atome. Atome je pustio da jure u evakuisanoj staklenoj cevi.
Otvorima na uzastopnim zastorima atomi su se u cevi izdvojili u homogeni snop. Takvom se snopu vrlo tačno mogla izmeriti brzina. Čitava se aparatura stavila u brzu vrtnju. Atomi srebra zbog toga nisu na ploči pali tačno iza otvora na zastoru, nego malo više prema gore. Taj pomak dat je vremenom koje je atomu srebra potrebno da bi prošao razmak od zastora do ploče. Tako izmerene brzine molekula potpuno su se slagale s teorijom.
Energija gasa data je zbirom kinetičkih energija svih molekula. Kinetička energija pojedinog molekula jednaka je 1/2∙m∙v2, a celokupna energija mola umnošku 1/2∙L∙m∙v2. Energija mola se dobija tako što se gornja atomistička jednačina pomnoži sa 3/2. Učinivši to, dobija se za energiju U mola gasa:
{\displaystyle U={\frac {3}{2}}\cdot R\cdot T}
Energija je u bitnom data umnoškom gasovite konstante i temperature. Taj zaključak teorije može se eksperimentalno tačno proveriti. Energija gasa se može povećati ili umanjiti tako, što se gas greje ili hladi. Prema gornjoj jednačini, specifična toplota gasa jednaka je:
{\displaystyle C_{V}={\frac {3}{2}}\cdot R}
Ova teorijska vrednost vrlo se dobro slaže sa merenjem na jednoatomskim gasovima, kao što su helijum, neon, argon i tako dalje. Za druge gasove, gde su molekuli izgrađeni od dva ili više atoma, merenja daju veće vrednosti. To je jasno ako se ima u vidu da energija višeatomnih molekula može da bude sadržana i u vrtnji atoma oko unutarnje ose, a ne samo u prostornom kretanju molekula kroz prostor. Specifične toplote višeatomskih gasova su naknadno proračunate.
Taj primer je dobra ilustracija povezivanja atomističke teorije i različitih svojstva materije. Gasna konstanta R je izvedena iz ispitivanja pritiska gasova. U početku se nije očekivalo da će postojati neka uska veza između gasne konstante i energije gasa. Atomistika ujedinjuje energetsko ponašanje gasova s njihovim napetostima. Takvo povezivanje različitih osobina materije u izraz jedinstvene stvarnosti je glavna crta atomske teorije.
Što je niža temperatura gasa, to su polaganija kretanja molekula. Na apsolutnoj nuli nastupa potpuno mirovanje. Jasno je da se ispod te temperature materija ne može ohladiti. Hlađenje se sastoji od oduzimanja kinetičke energije molekula. Kad svi molekuli miruju, energija se više ne može oduzimati. Materija se nalazi u stanju najniže energije. To je puno fizičko značenje apsolutne nule temperature.
Deleći ukupnu energiju mola Avogadrovim brojem L, dobija se prosečnu energija čestice u gasu:
{\displaystyle U={\frac {3}{2}}\cdot k\cdot T}
{\displaystyle k={\frac {R}{L}}}
gde je: k - Bolcmanova konstanta, koja se može izračunati.

## Literatura
- Kittel, Charles (2005). Introduction to Solid State Physics (8th изд.). Hoboken, New Jersey, USA: John Wiley & Sons. стр. 141. ISBN 978-0-471-41526-8.
- Blundell, Stephen (2001). Magnetism in Condensed Matter. Oxford Master Series in Condensed Matter Physics (1st изд.). Hoboken, New Jersey, USA: Oxford University Press. стр. 27. ISBN 978-0-19-850591-4.
- Kittel, Charles (2005). Introduction to Solid State Physics (8th изд.). Hoboken, New Jersey, USA: John Wiley & Sons. стр. 141. ISBN 978-0-471-41526-8.

- Halliday, David; Resnick, Robert (2013). Fundamentals of Physics. Wiley. стр. 524.
- Encyclopædia Britannica, 2015, "Heat capacity (Alternate title: thermal capacity)," see , accessed 14 February 2015.
- Emmerich Wilhelm & Trevor M. Letcher, Eds., Heat Capacities: Liquids, Solutions and Vapours, Cambridge, U.K.:Royal Society of Chemistry. 2010.  978-0-85404-176-3., see , accessed 14 February 2014. A very recent outline of selected traditional aspects of the title subject, including a recent specialist introduction to its theory, Emmerich Wilhelm, "Heat Capacities: Introduction, Concepts, and Selected Applications" (Chapter 1, pp. 1–27), chapters on traditional and more contemporary experimental methods such as photoacoustic methods, e.g., Jan Thoen & Christ Glorieux, "Photothermal Techniques for Heat Capacities," and chapters on newer research interests, including on the heat capacities of proteins and other polymeric systems (Chs. 16, 15), of liquid crystals (Ch. 17), etc.